# Municipio de Jersey (Illinois)
El municipio de Jersey (en inglés: Jersey Township) es un municipio ubicado en el condado de Jersey en el estado estadounidense de Illinois. En el año 2010 tenía una población de 10165 habitantes y una densidad poblacional de 83,47 personas por km².

## Geografía
El municipio de Jersey se encuentra ubicado en las coordenadas 39°8′52″N 90°18′17″O / 39.14778, -90.30472. Según la Oficina del Censo de los Estados Unidos, el municipio tiene una superficie total de 121.79 km², de la cual 121.73 km² corresponden a tierra firme y (0.05%) 0.06 km² es agua.

## Demografía
Según el censo de 2010, había 10165 personas residiendo en el municipio de Jersey. La densidad de población era de 83,47 hab./km². De los 10165 habitantes, el municipio de Jersey estaba compuesto por el 97.65% blancos, el 0.27% eran afroamericanos, el 0.19% eran amerindios, el 0.43% eran asiáticos, el 0.02% eran isleños del Pacífico, el 0.16% eran de otras razas y el 1.29% pertenecían a dos o más razas. Del total de la población el 1% eran hispanos o latinos de cualquier raza.